# Werner Nold
Pour les articles homonymes, voir Nolde.
Werner Nold est un monteur et réalisateur québécois, né le 19 décembre 1933 à Samedan (Suisse) et mort le 28 février 2024.

## Biographie
Né en 1933, à Samedan (Suisse romanche), il passe une partie de son enfance à Brügg (Suisse allemande), puis à Territet (Suisse romande) à partir de l'âge de 12 ans. À son adolescence, il suit une formation de photographe à Lausanne. Il arrive au Québec à l'âge de 22 ans, en 1955[réf. à confirmer].
Werner Nold a mené une prolifique carrière de monteur, durant plus de 35 ans, à l’Office national du film du Canada où il a monté plus d'une centaine de films dont de nombreuses œuvres marquantes.
« Si Nold choisit le montage plutôt que la réalisation, c’est qu’il avoue préférer « être un grand soliste plutôt qu’un petit chef d’orchestre obscur ». Ce choix s’avère judicieux puisqu’il monte plus d’une centaine de films, dont plusieurs œuvres qui comptent parmi les plus réussies de la production québécoise. 
il s’est aussi voué à l’enseignement, notamment à l’École normale d’enseignement technique, à l’Université du Québec à Montréal, à l'Université du Québec à Chicoutimi et au Florida State University, aux États-Unis. Il a été Président de la Commission de la qualité professionnelle à l’ONF et Président des Rendez-vous du cinéma québécois.  Peu d’artisans du cinéma québécois auront soutenu le développement et la diffusion du cinéma avec autant d’énergie. » 
En 2003, Jean-Pierre Masse a réalisé un documentaire sur Werner Nold, intitulé Werner Nold, cinéaste-monteur ainsi qu'un DVD interactif d’une classe de maître : Le montage selon Werner Nold.
En 1985, Werner Nold a été décoré de l'Ordre du Canada, élu lauréat du prix Albert-Tessier en 2010 et élu membre de l'Ordre national du Québec en 2012.
Il meurt le le 28 février 2024 des suites d'une pneumonie,.

## Filmographie

### comme monteur
- 1961 : Dimanche d'Amérique[9], de Gilles Carle
- 1961 : Manger[10], de Louis Portugais et Gilles Carle
- 1962 : Pour la suite du monde[11], de Pierre Perrault et Michel Brault
- 1962: 36,000 brasses[12], de Georges Dufaux
- 1964 : Le Temps perdu[13], de Michel Brault
- 1964 : Solange dans nos campagnes[14], de Gilles Carle
- 1964 : Champlain[15], de Denys Arcand
- 1964 : La Fleur de l'âge, ou Les adolescentes[16]
- 1965 : La Vie heureuse de Léopold Z[17], de Gilles Carle
- 1965 : La Route de l'Ouest[18], de Denys Arcand
- 1965 : 60 Cycles[19], de Jean-Claude Labrecque
- 1965 : Pas de vacances pour les idoles[20], de Denis Héroux
- 1966 : Rouli-roulant[21], de Claude Jutra
- 1966 : En février[22], de Bernard Longpré
- 1966 : Comment savoir[23], de Claude Jutra
- 1966 : Le Misanthrope
- 1967 : L'Indien parle[23], de Marcel Carrière
- 1967 : Gros-Morne[24], de Jacques Giraldeau
- 1967 : Flight[25], de Joseph Reeves
- 1967 : Eau +, L, de Michel Brault
- 1967 : Entre la mer et l'eau douce[26], de Michel Brault
- 1968 : Épisode[27], de Marcel Carrière
- 1969 : Avec tambours et trompettes[28], de Marcel Carrière
- 1969 : Préambule[29], de Werner Nold
- 1970 : Fistule broncho-oesophagienne congénitale chez un adulte[30], de Jean Roy et Claudia Overing
- 1970 : St-Denis dans le temps...[31], de Marcel Carrière
- 1972 : Cold Pizza
- 1972 : IXE-13
- 1972 : L'Exil
- 1972 : Le Temps d'une chasse
- 1973 : O.K. ... Laliberté
- 1975 : Les Avironneuses
- 1975 : La Gammick
- 1976 : Les Potes
- 1976 : L'Invasion '1775...1975'
- 1976 : La Fleur aux dents
- 1977 : Ti-mine, Bernie pis la gang...
- 1977 : Jeux de la XXIe olympiade
- 1978 : The Battle of the Châteauguay
- 1978 : Derrière l'image (TV)
- 1981 : Quelques Chinoises nous ont dit...
- 1983 : Comme en Californie
- 1984 : Mario
- 1985 : O Picasso
- 1986 : L'Orchestre fantastique
- 1987 : Charles et François
- 1988 : A Song for Quebec
- 1988 : The Persistent Peddler
- 1988 : Nocturnes
- 1989 : Quand l'accent devient grave
- 1989 : Paul et Moustache
- 1989 : The New Girl in Town
- 1989 : Le Message de Cornipoli
- 1989 : Juke-Bar
- 1989 : Disparaître
- 1989 : Audition
- 1990 : La Nuit du visiteur
- 1990 : L'Histoire des Trois
- 1991 : Un homme de parole
- 1991 : Mirrors of Time
- 1991 : L'Empire des lumières
- 1992 : Le Steak
- 1992 : The Boys of St. Vincent (en) (TV)
- 1994 : An Artist
- 1995 : Taa Tam
- 1995 : Overdose
- 1995 : Between Red and Blue
- 1997 : Le Jardin d'Écos

### comme réalisateur
- 1969 : Préambule
- 1985 : Cinéma, cinéma (coréalisation avec Gilles Carle)
- 1988 : Surtout Montréal (Exposition Cités-cinés (écran de Montréal), coréalisation avec Gilles Nadeau)

## Récompenses et nominations

### Récompenses
- Ordre du Canada  « Monteur réputé, conseiller, conférencier, il a participé à de nombreuses productions importantes de l'Office national du film. La qualité de son travail et l'amour qu'il voue à son métier font de lui l'un des créateurs les plus respectés du cinéma canadien. »[2]

- Prix Albert-Tessier 2010[2]

- membre de l'Ordre national du Québec en 2012[2],[32]